# Vollbildmodus

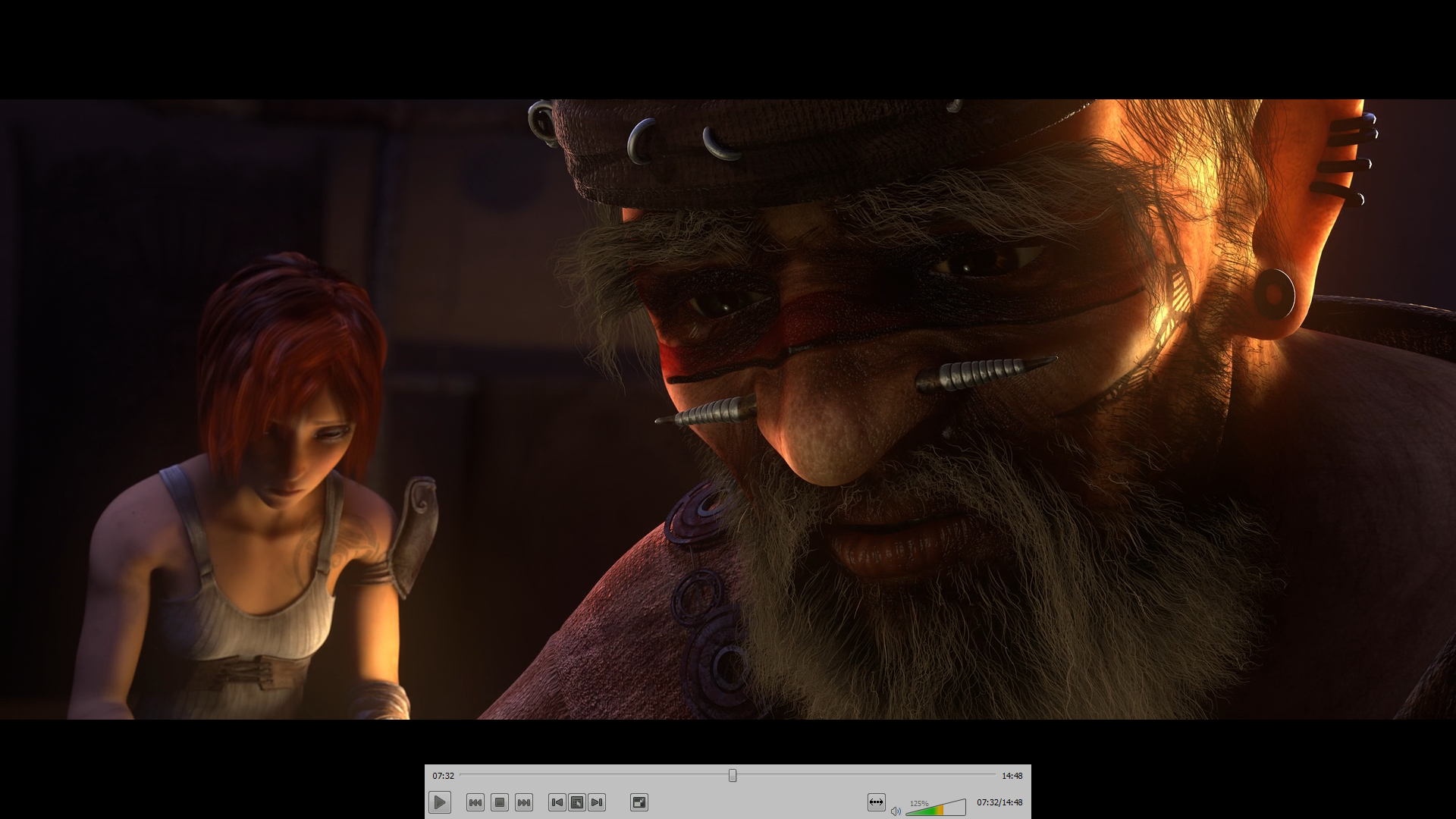
Vollbildmodus im VLC Media Player

Im Vollbildmodus (engl. full screen) nimmt ein Programm auf einer grafischen Benutzeroberfläche den gesamten Bildschirm ein, Steuerelemente werden dabei ausgeblendet. Dieser Modus ist vor allem von Computerspielen bekannt, wird aber auch bei anderen Anwendungen eingesetzt. Das Gegenteil ist typischerweise der Fenstermodus.

## Begriffsabgrenzung
Der Vollbildmodus, teilweise auch immersiver Modus genannt, muss unterschieden werden von einem lediglich maximiertem Fenster. Zwar nimmt auch dabei ein Programm fast den ganzen Bildschirm ein, der Vollbildmodus geht aber noch einen Schritt weiter: Es werden die Steuerelemente des Fensters und dessen Rahmen ebenso ausgeblendet, wie auch die Taskleiste oder andere Elemente des Betriebssystems. Häufig werden auch Elemente innerhalb des Fensters versteckt, etwa die Menüleiste oder Symbolleisten. Damit ist es möglich, dass der Benutzer sich ganz auf den Inhalt konzentrieren kann.
Je nach Programm und Betriebssystem werden die versteckten Elemente temporär eingeblendet, wenn der Mauszeiger sich an den Bildschirmrand bewegt.

## Einsatz
Sehr häufig eingesetzt wird der Vollbildmodus bei Computerspielen, hier ist er häufig der Standardmodus und wird automatisch aktiviert. Dies trifft auch auf Abspielprogramme für DVDs und andere Videos zu. Weitere klassische Einsatzgebiete sind der Präsentationsmodus in Präsentationssoftware und Diashows in Bildbetrachtern.
Auch in anderen Programmen kann ein Vollbildmodus zum Einsatz kommen. Besonders bei komplexen Programmen wird er eingesetzt, um alle störenden Elemente auszublenden und den vorhandenen Platz vollständig auszunutzen. Ein bekanntes Beispiel hierfür ist das Bildbearbeitungsprogramm GIMP.
Eine Besonderheit gibt es bei Webbrowsern: Hier kann nicht nur der Benutzer den Vollbildmodus aktivieren, auch der aufgerufenen Webseite steht diese Möglichkeit zur Verfügung. Gedacht ist dies insbesondere für Webanwendungen, die in eine der obigen Kategorien fallen. Die Aktivierung erfolgt über eine JavaScript-Schnittstelle und wird von allen modernen Browsern zumindest teilweise unterstützt.
Wie die Aktivierung des Vollbildmodus erfolgt, kann sich von Programm zu Programm unterscheiden, häufig ist es über die F11-Taste bzw. fn + F möglich. Zum Beenden drückt man in der Regel diese Taste ein zweites Mal, oder man kann die Esc-Taste verwenden.